# Другой финал
«Другой финал» (англ. The Other Final) — документальный фильм, снятый в 2002 году режиссёром Йоханом Крамером, о футбольном матче между сборными Бутана и Монтсеррата, занимавшими самые низкие места в рейтинге сборных ФИФА. Матч проходил на стадионе Чанглимитанг в Тхимпху, Бутан. Сборная Бутана победила со счётом 4:0. Судьёй матча был англичанин Стив Беннетт.

## История фильма
Фильм был снят после того, как сборная Нидерландов не смогла квалифицироваться на чемпионат мира 2002 года. Режиссёр Крамер был расстроен проигрышем сборной Нидерландов на чемпионате мира, поэтому решил снять фильм о сборных, которые играли ещё хуже. Игра состоялась в тот же день, что и финал чемпионата мира между сборными Германии и Бразилии.

## Герои фильма

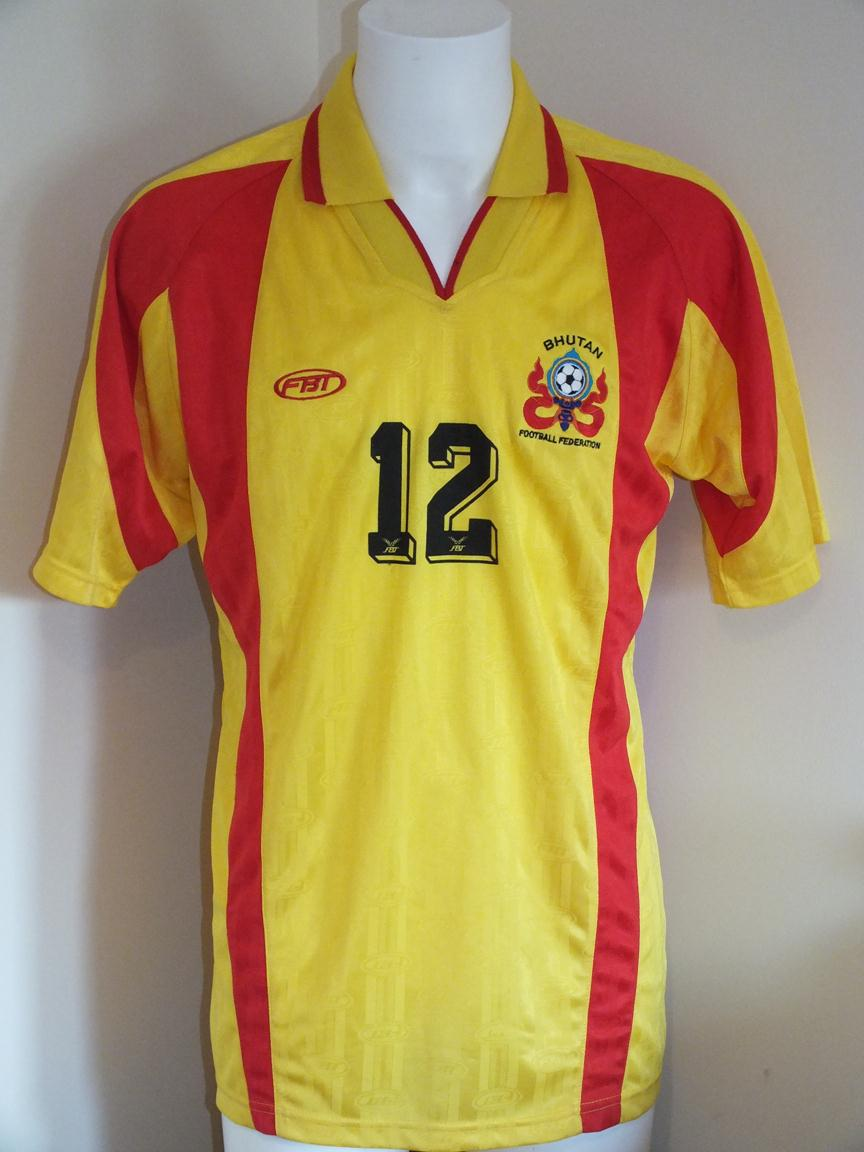
Официальная домашняя футболка Бутана, которую носили во время матча «Другой финал» против Монтсеррата в 2002 году

Среди героев фильма, которые давали интервью в фильме были:
- Вангай Дорджи — капитан сборной команды Бутана
- Джигме Тинлей — премьер-министр Бутана

## DVD
Японский релиз DVD содержит внутри упаковки пластиковый пакет с бутанскими почтовыми марками и открытками.

## Награды
Фильм получил две награды:
- Приз Авиньонского фестиваля как лучший документальный фильм (2003)
- Специальный приз Международного Бермудского кинофестиваля (2003)